# Краух, Карл
Карл Краух (нем. Carl Krauch; 7 апреля 1887 года, Дармштадт, Гессен, Германская империя — 3 февраля 1968 года, Бюль, Баден, ФРГ), один из руководителей концерна «ИГ Фарбениндустри», профессор, доктор философии, фюрер военной экономики.

## Биография
Карл Краух был сыном химика и аптекаря Карла Крауха-старшего и его жены Марты, урождённой Швадерер. После школы с 1906 года изучал химию и ботанику в Гиссенском университете, а также в университете Гейдельберга. После получения в 1911 году учёной степени доктора наук стал работать научным сотрудником в университете Гиссена. С 1912 года был также сотрудником крупнейшего в мире химического концерна «Баденская анилиновая и содовая фабрика» (БАСФ).
После начала Первой мировой войны отправился солдатом на фронт, но уже в 1915 году был возвращён на БАСФ как «незаменимый сотрудник» и стал работать на заводах Оппау и Лейна. В 1922 году стал коммерческим директором фабрики по производству аммиака в Мерзебурге. После создания в 1925 году концерна I.G. Farben (I.G. Farbenindustrie AG i. L.) с 1926 до 1940 гг. являлся руководящим сотрудником «ИГ Фарбениндустри» (IG Farbeniridustri AG).
В 1935 году в «ИГ Фарбен» Карл Краух возглавил военный отдел концерна и посредническое агентство (Vermittlungsstelle) по связям с Вермахтом, с 1936 по 1938 год являлся руководителем Службы исследований и развития для немецких видов сырья и материалов.
В 1937 году вступил в НСДАП. С 22 августа 1938 года — генеральный уполномоченный по специальным вопросам химического производства (Generalbevollmächtigter für Sonderfragen der chemischen Erzeugung) в Управлении по четырёхлетнему плану. С 1939 года — президент Имперской службы экономического развития (Reichsamt für Wirtschaftsausbau) в Управлении по четырёхлетнему плану. На этих постах принимал активное участие в подготовке Германии к войне. С 1939 года был членом Президиума Имперского комитета по науке и членом Наблюдательного совета Kontinentale Öl AG. В 1939 году Адольф Гитлер наградил его Железным крестом за «победу на поле сражения немецкой индустрии». Гейдельбергский университет присвоил ему степень почётного доктора, а Берлинский университет назначил почётным профессором. Кроме того, Карл Краух стал сенатором Общества кайзера Вильгельма по развитию науки (нем. Kaiser-Wilhelm-Gesellschaft zur Förderung der Wissenschaften) и членом Немецкой академии исследования авиации (Deutsche Akademie der Luftfahrtforschung).
После смерти Карла Боша в 1940 году стал председателем Наблюдательного совета «ИГ Фарбен». Оставался на этом посту до конца войны. 5 июня 1943 года награждён Рыцарским крестом за военные заслуги.
После окончания войны Карл Краух был посажен под домашний арест американцами, затем арестован. На процессе 6-го Американского военного трибунала по делу IG Farben («Соединённые Штаты Америки против Карла Крауха и других») он был осуждён за использование труда заключённых концентрационных лагерей. Ему вменялись в вину «военные преступления и преступления против человечности через участие в порабощении и принуждении к рабскому труду в большом масштабе обитателей концентрационных лагерей и гражданских лиц в оккупированных странах и военнопленных, а также в плохом обращении, устрашении, пытках и убийстве порабощенных людей». 30 июня 1948 года он был приговорён к 6 годам тюремного заключения. Отбывал заключение в Ландсбергской тюрьме в Баварии, в 1950 году освобождён. Затем был членом Наблюдательного совета компании I.G.-Nachfolgegesellschaft Chemische Werke Hüls AG, с 1955 года — директор «Хюльс ГмбХ» (Hüls GmbH). 19 февраля 1965 года Карл Краух был свидетелем на Процессе по делу сотрудников концлагеря Освенцим во Франкфурте в связи с использованием рабского труда узников концлагеря на предприятиях концерна «ИГ Фарбен».